# Rose of the South
Rose of the South è un film muto del 1916 diretto da Paul Scardon. Il titolo originale della pellicola era Randolph '64, lo stesso del racconto di Arthur Train, pubblicato su The Saturday Evening Post il 2 dicembre 1905 su cui si basa la sceneggiatura di Joseph F. Poland.

## Trama
Ormai vecchio signore molto avanti con gli anni, Curtis torna nella sua vecchia università, dove intrattiene gli studenti raccontando alcune storie avvenute più di cinquant'anni prima, al tempo della guerra civile. Di come le amicizie si spezzavano e di come Dick e Watkins, due giovani amici, siano diventati rivali prima per amore della bella Marian e poi avversari sul campo di battaglia. Dick, il preferito da Marian, era un confederato: catturato da Watkins, un unionista, era riuscito a fuggire aiutato dalla ragazza. I due giovani, però, erano entrambi periti sul campo di battaglia: prima di morire, avevano dimenticato le loro divergenze ed erano spirati uno nelle braccia dell'altro, di nuovo amici. Mentre Curtis rivanga il passato, al gruppo si unisce Marian, ormai una vecchia signora: muore mentre sta ascoltando la sua storia e, cinquant'anni dopo la perdita dell'amato Dick, il suo spirito si ricongiunge a quello di lui.

## Produzione
Il film fu prodotto dalla Vitagraph Company of America.

## Distribuzione
Il copyright del film, richiesto dalla Vitagraph Co. of America, fu registrato il 16 novembre 1916 con il numero LP9536.
Distribuito dalla Greater Vitagraph (V-L-S-E), il film uscì nelle sale cinematografiche statunitensi il 4 dicembre 1916.